# David Hernández de la Fuente
David Hernández de la Fuente (Madrid, 1974) és un escriptor, traductor i professor universitari espanyol especialitzat en l'antiguitat clàssica.

## Trajectòria professional
Autor d'obra narrativa, amb Las puertas del sueño (2005) obtingué el VIII Premi d'Art Jove de la Comunitat de Madrid i ha publicat des d'aleshores nombrosos relats en revistes literàries i antologies. La seva novel·la experimental Continental (2007) fou acollida per la crítica com l'obra d'«un dels més vigorosos representants de la nova narrativa espanyola» (El País, Babelia, 20 de setembre del 2008). El 2010 fou guardonat amb el Premi València de narrativa en castellà de la Institució Alfons el Magnànim (Diputació de València) per la seva novel·la A cubierto.
Com a assagista, ha treballat sobre literatura i antiguitat clàssica i la seva recepció, amb llibres com ara Oráculos griegos (2008), De Galatea a Barbie (2010), Vidas de Pitágoras (2011), De Prometeo a Frankenstein (2012), Historia del pensamiento político griego (2014),  Civilización griega (2014) i El despertar del alma. Dioniso y Ariadna. Mito y misterio (2017), entre d'altres.
També destaca la seva activitat com a traductor especialitzat en literatura clàssica (Dionisíacas de Nonnos de Panòpolis, Editorial Gredos 2001-2008, Vidas Paralelas. Vol. V de Plutarc, Editorial Gredos 2007) i medieval (Cantar de Ruodlieb, Celeste 2002). Ha traduït o editat i anotat altres autors (Plató, Píndar, Voltaire, Nikos Kavadias, etc.).
Col·labora habitualment en nombroses revistes de literatura i història, exerceix la crítica literària en diverses publicacions (Cuadernos Hispanoamericanos, Revista de Libros, El País o La Razón) i és autor de nombrosos articles en revistes de la seva especialitat. És assessor de antiguitat clàssica en la revista National Geographic.
És llicenciat en Filologia Clàssica, Filologia Hispànica i Dret i Doctor en Filologia Clàssica i Història Social de l'antiguitat. Ha estat investigador visitant en diverses universitats d'Europa i els Estats Units i professor a la Facultat d'Humanitats, Comunicació i Documentació de la Universitat Carles III de Madrid, i en els Departaments d'Història Antiga de la Universitat de Potsdam i de la Universitat Nacional d'Educació a Distància (UNED). És catedràtic en el Departament de Filologia Clàssica de la Universitat Complutense de Madrid.

## Premis i distincions
- Premi d'Art Jove de la Comunitat de Madrid (2004) pel llibre Las puertas del sueño.
- Premi de la Fundación Pastor de Estudios Clásicos (2005).
- Premi València de narrativa en castellà de la Institució Alfons el Magnànim (2010) pel llibre A cubierto.
- Vidas de Pitágoras: Millor llibre de l'any (secció «Vidas ajenas») a «Babelia» (El País, 2011)
- Burgen Scholarship Award 2014 de l'Academia Europaea
- Premi Acción Cívica por las Humanidades 2022.